# تقليص المعطيات
تقليص المعطيات (أو البيانات) أو تخفيضها أو تقليلها هو تحويل المعطيات الرقمية العددية أو الأبجدية المشتقة تجريبيا إلى شكل مصحح ومنظم ومبسط. يمكن أن يكون الغرض من تقليص المعطيات ذو شقين: تقليل عدد سجلات المعطيات بإزالة المعطيات غير الصالحة أو إنتاج معطيات وإحصائيات ملخصة على مستويات تجميع مختلفة لمختلف التطبيقات. إن تقليل المعطيات لا يعني بالضرورة فقدانها. فعلى سبيل المثال يقلل مؤشر كتلة الجسم بعدين (الجسم والكتلة) في مقياس واحد، دون فقدان أي معلومات في هذه العملية.